# Ковальов Василь Олексійович
Васи́ль Олексі́йович Ковальо́в (1948) — український державний і політичний діяч.

## Життєпис
Народився 17 січня 1948 р. у селі Лемеші Козелецького району Чернігівської області.
Освіта вища.
Закінчив:
- Харківський юридичний інститут у 1974 р. — юрист, спеціальність «Правознавство»;
- Академію суспільних наук при ЦК КПРС у 1989 р. — спеціаліст з питань партійного і радянського будівництва, спеціальність «Партійне і радянське будівництво».

## Діяльність
- 09.1963 — 06.1967 — учень Київського медучилища № 2.
- 06.1967 — 05.1970 — начальник медслужби в/ч 31286 Північного флоту.
- 09.1970 — 06.1974 — студент Харківського юридичного інституту.
- 07.1974 — 05.1979 — помічник прокурора Прокуратури Козелецького району Чернігівської області.
- 06.1979 — 06.1990 — інструктор, завідувач державно-правового відділу Чернігівського обкому КПУ.
- 06.1990 — 04.1992 — заступник голови,
- 04.1992 — 1993 — керівник секретаріату,
- 06.1993 — 07.1994 — заступник голови Чернігівської облради народних депутатів.
- 07.1994 — 09.1995 — керівник секретаріату Чернігівської облради і виконкому.
- 09.1995 — 04.1998 — заступник голови з питань організаційно-кадрової роботи, керівник секретаріату Чернігівської облдержадміністрації[1].
- 04.1998 — 04.2001 — заступник голови Чернігівської облради.
- 04.2001 — 04.2006 — голова Чернігівської облради.

## Заслуги
Заслужений юрист України.
Нагороджений медалями «За військову доблесть. В ознаменування 100-річчя з дня народження В. І. Леніна», «Ветеран праці».
Державний службовець 1-го рангу.

## Джерело
- Відкрита Україна